# آرام‌اس لکونیا (۱۹۱۱)
آرام‌اس لکونیا (۱۹۱۱) (به انگلیسی: RMS Laconia (1911)) یک زیردریایی بود که طول آن ۱۸۳ متر (۶۰۰ فوت) بود. این زیردریایی در سال ۱۹۱۱ ساخته شد.